# Коричневая рукия
Коричневая рукия, или трукская рукия (лат. Rukia ruki), — вид воробьиных птиц из семейства белоглазковых (Zosteropidae).

## Описание
Длина тела 14—14,5 см. Имеют нечёткие белые области вокруг глаз (белые перья развиты только под глазами), уздечки тускло-чёрные; верх и низ тёмно-коричнево-оливкового цвета. Радужные оболочки красновато-коричневые; клюв чёрный; ноги птицы оранжево-рыжие. Самец и самка выглядят одинаково. Неполовозрелые особи не описаны.
Молодые особи питаются насекомыми, о рационе взрослых птиц нет данных. В единственном обнаруженном гнезде был один птенец, которого кормили и самец, и самка, причем самка прикладывала больше усилий.

## Распространение
Обитают на четырёх островках группы Фаичуук (западная часть архипелага Трук) в центре микронезийских Каролинских островов. Иногда вершина горы Винипот приводится как единственное местообитание вида. В лесах, где живут эти птицы, доминирует эндемичное ядовитое дерево Semecarpus kraemeri.